# Berea College

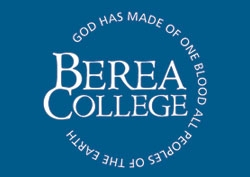

Berea College ist ein privates Liberal Arts College in Berea im amerikanischen Bundesstaat Kentucky. Es war das erste koedukative und für Studenten unterschiedlicher „Rassenzugehörigkeit“ offene College in den amerikanischen Südstaaten. Weiterhin zeichnet sich das Berea College dadurch aus, dass keine Studiengebühr erhoben wird.

## Geschichte
Im Jahr 1855 gründete der Abolitionist John G. Fee das College. Während des Amerikanischen Bürgerkriegs arbeitete er als Missionar in einem Lager, das die Union Army für geflohene und befreite Sklaven in Camp Nelson, Kentucky, eingerichtet hatte. 1866 wurde mit dem Vermächtnis des methodistischen Pastors Charles Avery und Unterstützung des Freedmen’s Bureau sowie der American Missionary Association eine Stiftung gegründet, die die Arbeit des College finanziell absicherte. Unter den ersten Absolventen waren viele ehemalige afroamerikanische Bürgerkriegssoldaten. 
1896 hob der Supreme Court of the United States in der Entscheidung Plessy v. Ferguson mit 7 Stimmen und einer Gegenstimme das 14. Amendment zur amerikanischen Verfassung auf; damit wurde es den einzelnen Bundesstaaten ermöglicht, Rassensegregation im Bildungssystem einzuführen. Diese Gegenstimme stammte von Bundesrichter John Marshall Harlan aus Kentucky. 1904 verbot der Staat Kentucky in dem nach Carl Day benannten Day Law den gemeinsamen Unterricht für Schüler unterschiedlicher Rassen. Das betraf nur das Berea College, das bis zum Obersten Gerichtshof für die Fortsetzung seines Erziehungssystems kämpfte, aber schließlich unterlag. Für mehr als 40 Jahre konnten keine schwarzen Studenten mehr das College besuchen. Als Antwort auf die Segregationspolitik teilte das College seine Stiftung, und mit zusätzlichen Spenden begann das Lincoln Institute für afroamerikanische Studenten in Shelby County, Kentucky, seine Arbeit.
1950 wurde dem Day Law von Kentucky ein Amendment hinzugefügt, das dem Berea College die Aufnahme afroamerikanischer Studenten ermöglichte; 1954 wurde durch das Urteil Brown vs. Board of Education die Rassensegregation in öffentlichen Schulen für unvereinbar mit der amerikanischen Verfassung erklärt. Ein Jahr später begann die amerikanische Bürgerrechtsbewegung mit ihren Aktionen. 1965 fuhren Studenten und Lehrkräfte des Berea College nach Alabama, um an den Selma-nach-Montgomery-Märschen teilzunehmen. Auch bei lokalen Demonstrationen der Bürgerrechtsbewegung waren Collegemitglieder engagiert.

## Alumni
Bekannte Studienabgänger des Berea College sind:
- John Fenn (1917–2010), Chemiker
- George Samuel Hurst (1927–2010), Physiker, Erfinder der Touchscreen-Technologie
- Juanita M. Kreps (1921–2010), Wirtschaftswissenschaftlerin und Politikerin
- George Lester, Entwickler des Katalysators
- Jack Roush (* 1942), Gründer und Chief Executive Officer des NASCAR-Rennteams Roush Fenway Racing
- Carter G. Woodson (1875–1950), Historiker

## Gegenwart
Rund 1600 Studenten besuchen das College; sie kommen aus fast allen amerikanischen Bundesstaaten und über 60 Staaten weltweit. Zum Lehrkörper gehören 130 Vollzeitbeschäftigte; 90 % der Lehrkräfte haben den höchsten Abschluss in ihrem jeweiligen Fachgebiet. Abschlüsse als Bachelor of Arts oder Bachelor of Science sind in 32 Studiengängen möglich. Im Jahr 2017 waren 41 % der Studienabgänger schuldenfrei, die übrigen hatten Schulden in Höhe von durchschnittlich 5998 $, während der landesweite Durchschnitt bei 37.000 $ liegt.